# 10 Batalion Budowy Mostów
10 Samodzielny Batalion Budowy Mostów – samodzielny pododdział wojsk drogowych ludowego Wojska Polskiego.
Przeznaczony do budowy i naprawy mostów w strefie przyfrontowej. W działaniach bojowych pełnił także służbę regulacji ruchu na mostach oraz ochraniał je.
Sformowany w rejonie Siedlec na podstawie rozkazu Naczelnego Dowództwa Wojska Polskiego nr 8 z 20 sierpnia 1944 jako jednostka centralnego podporządkowania.

## Obsada personalna
Dowódcy batalionu
- ppłk Michał Jegorow
- kpt. Antoni Syricki

## Skład etatowy
Etat 047/12

Dowództwo i sztab
- 3 kompanie budowy mostów
  - 4 plutony budowy mostów
- kompania techniczna
  - 3 plutony techniczne
  - pluton transportowy
- pluton ochrony